# 마오쩌탄

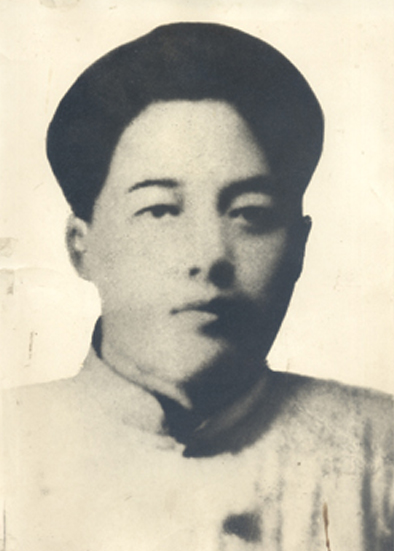

마오쩌탄(중국어 간체자: 毛泽覃, 정체자: 毛澤覃, 병음: Máo Zétán, 1905년 9월 25일 ~ 1935년 4월 25일)은 마오쩌둥의 동생으로 자는 룬쥐(潤菊)이며 후난성 샹탄시 샹탄현 출신이다.
1923년에 중국 공산당에 입당했으며 1927년에 중국 공산당이 징강산에서 일으킨 난창 봉기에 가담했다. 1935년에 장정을 진행하고 있던 중국 공산당 군대가 장시성 루이진시에서 철수하는 과정에서 중국 국민당 군대의 포로로 잡혀 처형되었다.

## 같이 보기
- 마오쩌둥
- 마오쩌민
- 양카이후이
- 마오안잉